# هيرمان بويغ
هيرمان بويغ هو رسام ومصور كوبي، ولد في 25 فبراير 1928 في Sagua La Grande ‏ في كوبا.